# ألفريدو غوزمان
ألفريدو غوزمان (بالإسبانية: Alfredo Guzmán) هو سباح مكسيكي، (ولد في مدينة مكسيكو في المكسيك 1943  م)

## روابط خارجية
- ألفريدو غوزمان على موقع الاتحاد الدولي للسباحة (الإنجليزية)
- ألفريدو غوزمان على موقع أوليمبيديا (الإنجليزية)